# Mohamed Chalali
Mohamed Chalali (Montreuil, 4 aprile 1989) è un ex calciatore francese naturalizzato algerino, di ruolo attaccante.

## Carriera

### Club
Ha giocato nella massima serie francese, in quella greca, in quella scozzese ed in quella algerina, e nella seconda divisione francese.

### Nazionale
Il 26 maggio 2012 ha esordito con la nazionale algerina giocando l'amichevole vinta 3-0 contro il Niger.

## Statistiche

### Presenze e reti nei club
Statistiche aggiornate all'11 gennaio 2022.
| Stagione                      | Squadra                       | Campionato                    | Campionato | Campionato | Coppe nazionali | Coppe nazionali | Coppe nazionali | Coppe continentali | Coppe continentali | Coppe continentali | Altre coppe | Altre coppe | Altre coppe | Totale | Totale |
| Stagione                      | Squadra                       | Comp                          | Pres       | Reti       | Comp            | Pres            | Reti            | Comp               | Pres               | Reti               | Comp        | Pres        | Reti        | Pres   | Reti   |
| ----------------------------- | ----------------------------- | ----------------------------- | ---------- | ---------- | --------------- | --------------- | --------------- | ------------------ | ------------------ | ------------------ | ----------- | ----------- | ----------- | ------ | ------ |
| 2007-2008                     | Le Havre                      | L2                            | 1          | 0          |                 | -               | -               |                    | -                  | -                  |             | -           | -           | 1      | 0      |
| 2008-2009                     | Le Havre                      | L1                            | 1          | 0          |                 | -               | -               |                    | -                  | -                  |             | -           | -           | 1      | 0      |
| Totale Le Havre               | Totale Le Havre               | Totale Le Havre               | 2          | 0          |                 | -               | -               |                    | -                  | -                  |             | -           | -           | 2      | 0      |
| 2009-2010                     | Châteauroux                   | L2                            | 1          | 0          |                 | -               | -               |                    | -                  | -                  |             | -           | -           | 1      | 0      |
| 2010-2011                     | Paniōnios                     | SL                            | 12         | 0          | CG              | 1               | 0               |                    | -                  | -                  |             | -           | -           | 13     | 0      |
| 2011-2012                     | Aberdeen                      | PL                            | 16         | 1          | CS+CdL          | 2+2             | 1+0             |                    | -                  | -                  |             | -           | -           | 20     | 2      |
| 2012-gen. 2013                | ES Sétif                      | L1                            | 13         | 3          |                 | -               | -               |                    | -                  | -                  |             | -           | -           | 13     | 3      |
| gen.-mag. 2013                | JS Kabylie                    | L1                            | 13         | 4          |                 | -               | -               |                    | -                  | -                  |             | -           | -           | 13     | 4      |
| 2013-2014                     | JSM Béjaïa                    | L1                            | 16         | 1          |                 | -               | -               |                    | -                  | -                  |             | -           | -           | 16     | 1      |
| 2014-2015                     | Olympique Noisy-le-Sec        | CFA2                          | 20         | 5          | CF              | 1               | 0               |                    | -                  | -                  |             | -           | -           | 21     | 5      |
| 2015-2016                     | Olympique Noisy-le-Sec        | CFA2                          | 20         | 12         |                 | -               | -               |                    | -                  | -                  |             | -           | -           | 20     | 12     |
| Totale Olympique Noisy-le-Sec | Totale Olympique Noisy-le-Sec | Totale Olympique Noisy-le-Sec | 40         | 17         |                 | 1               | 0               |                    | -                  | -                  |             | -           | -           | 41     | 17     |
| 2016-2017                     | Boulogne-Billancourt          | CFA                           | 28         | 15         |                 | -               | -               |                    | -                  | -                  |             | -           | -           | 28     | 15     |
| 2017-gen. 2018                | Lusitanos Saint-Maur          | N2                            | 10         | 4          | CF              | 1               | 0               |                    | -                  | -                  |             | -           | -           | 11     | 4      |
| gen.-mag. 2018                | Boulogne-Billancourt          | N2                            | 4          | 4          |                 | -               | -               |                    | -                  | -                  |             | -           | -           | 4      | 4      |
| 2018-apr. 2019                | Versailles                    | N3                            | 11         | 2          | CF              | 2               | 2               |                    | -                  | -                  |             | -           | -           | 13     | 4      |
| apr.-mag. 2019                | Olympique Noisy-le-Sec        | N3                            | 5          | 2          |                 | -               | -               |                    | -                  | -                  |             | -           | -           | 5      | 2      |
| Totale carriera               | Totale carriera               | Totale carriera               | 176        | 55         |                 | 9               | 3               |                    | -                  | -                  |             | -           | -           | 185    | 58     |

### Cronologia presenze e reti in nazionale
| Cronologia completa delle presenze e delle reti in nazionale ― Algeria | Cronologia completa delle presenze e delle reti in nazionale ― Algeria | Cronologia completa delle presenze e delle reti in nazionale ― Algeria | Cronologia completa delle presenze e delle reti in nazionale ― Algeria | Cronologia completa delle presenze e delle reti in nazionale ― Algeria | Cronologia completa delle presenze e delle reti in nazionale ― Algeria | Cronologia completa delle presenze e delle reti in nazionale ― Algeria | Cronologia completa delle presenze e delle reti in nazionale ― Algeria |
| Data                                                                   | Città                                                                  | In casa                                                                | Risultato                                                              | Ospiti                                                                 | Competizione                                                           | Reti                                                                   | Note                                                                   |
| ---------------------------------------------------------------------- | ---------------------------------------------------------------------- | ---------------------------------------------------------------------- | ---------------------------------------------------------------------- | ---------------------------------------------------------------------- | ---------------------------------------------------------------------- | ---------------------------------------------------------------------- | ---------------------------------------------------------------------- |
| 26-5-2012                                                              | Blida                                                                  | Algeria                                                                | 3 – 0                                                                  | Niger                                                                  | Amichevole                                                             | -                                                                      | 80’                                                                    |
| Totale                                                                 |                                                                        | Presenze                                                               | 1                                                                      |                                                                        | Reti                                                                   | 0                                                                      |                                                                        |